# Bonner Beach
Der Bonner Beach ist ein schmaler und flacher Strandabschnitt am Südufer des Larsen Harbour im Südosten Südgeorgiens. Hier befindet sich die einzige Kolonie Weddellrobben Südgeorgiens.
Dieses Gebiet wurde erstmals 1927 im Rahmen der britischen Discovery Investigations kartiert. Dies wiederholte der South Georgia Survey im Zeitraum zwischen 1951 und 1957. Das UK Antarctic Place-Names Committee benannte den Strand 1957 nach William Nigel Bonner (1928–1992), Biologe des Falkland Islands Dependencies Survey, der zwischen 1953 und 1955 in der Bay of Isles arbeitete und von 1956 bis 1957 Robbenbeobachtungen auf Südgeorgien unternahm.